# ピムリコ競馬場
ピムリコ競馬場（ピムリコけいばじょう、Pimlico Race Course）は、アメリカ合衆国メリーランド州ボルティモアにあるメリーランド州関連組織所有の競馬場。アメリカクラシック三冠競走のひとつプリークネスステークスを開催することで有名。

## 歴史
- 1870年 - 正式に開場。
- 1873年 - 第1回ディナーパーティーステークスの優勝馬プリークネスの名を冠した競走、プリークネスステークスが創設される。
- 1889年-1904年 - ギャロップ競走の開催を休止。この期間、プリークネスステークスなどの主要競走はグレーヴセンド競馬場・モーリスパーク競馬場などで代替開催される。
- 1937年 - ピムリコスペシャルが創設される。第1回の優勝馬はウォーアドミラル。
- 1938年 - シービスケット対ウォーアドミラルのマッチレースが開催され、シービスケットが優勝した。

## コース
楕円形の左回りコース。直線は約350メートル。
- ダートコース（外周）

1周1マイル(8ハロン・約1608メートル)
- 芝コース（内周）

1周7ハロン(約1400メートル)

## 主な競走
- プリークネスステークス（G1）
- ディナーパーティーステークス（G2）
- ブラックアイドスーザンステークス（G2）
- アライアデュポンディスタフステークス（G2）
- ピムリコスペシャル（G3）
- ギャロレットハンデキャップ（G3）
- ヒルシュヤコブズステークス（G3）
- ミスプリークネスステークス（G3）
- メリーランドスプリントステークス（G3）
- ウィリアムドナルドシェーファーハンデキャップ（G3）
- ボルチモアワシントンインターナショナルターフカップ（L）